# 枢密宫
28°39′23″N 77°14′37″E / 28.656426°N 77.243595°E

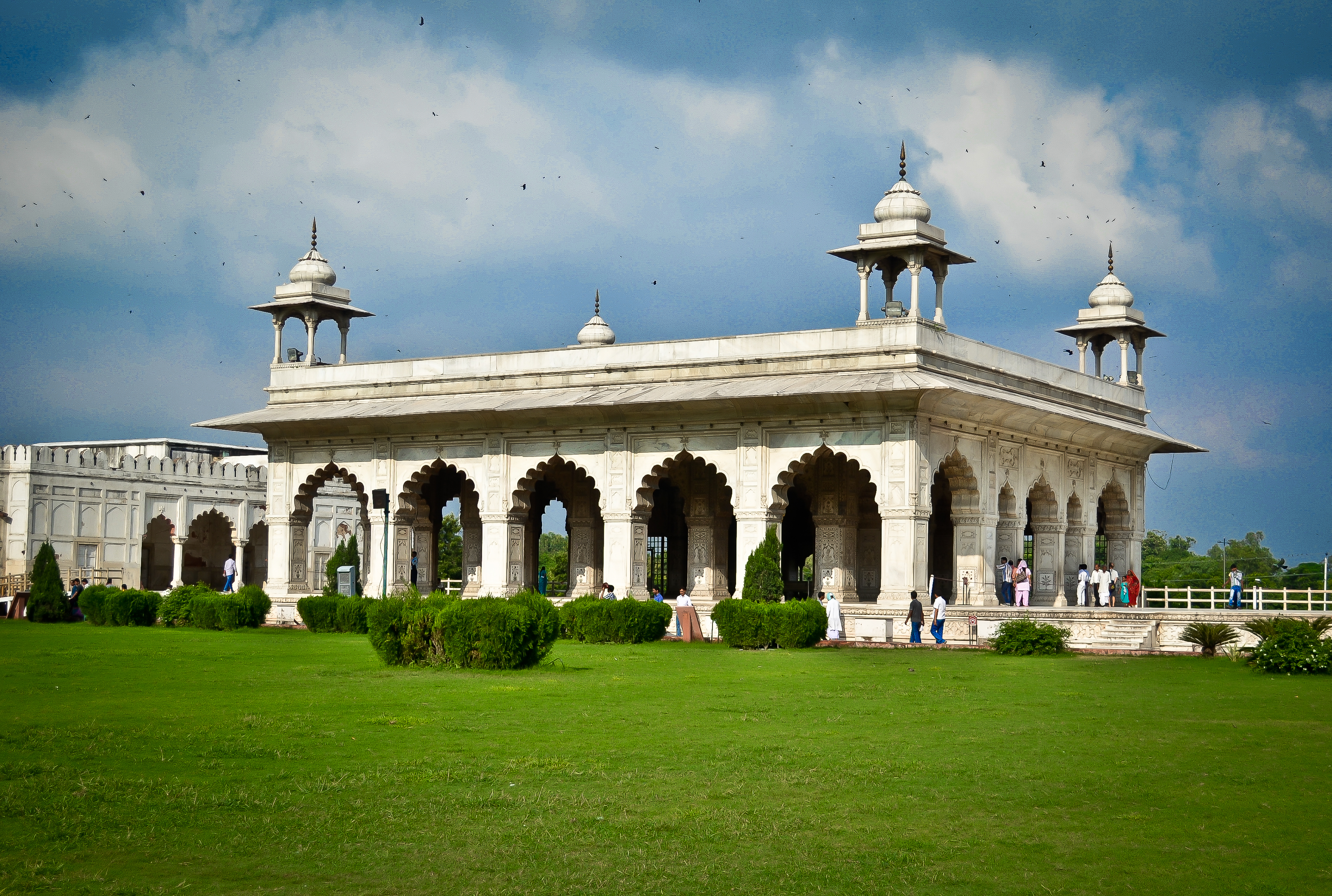
枢密宫

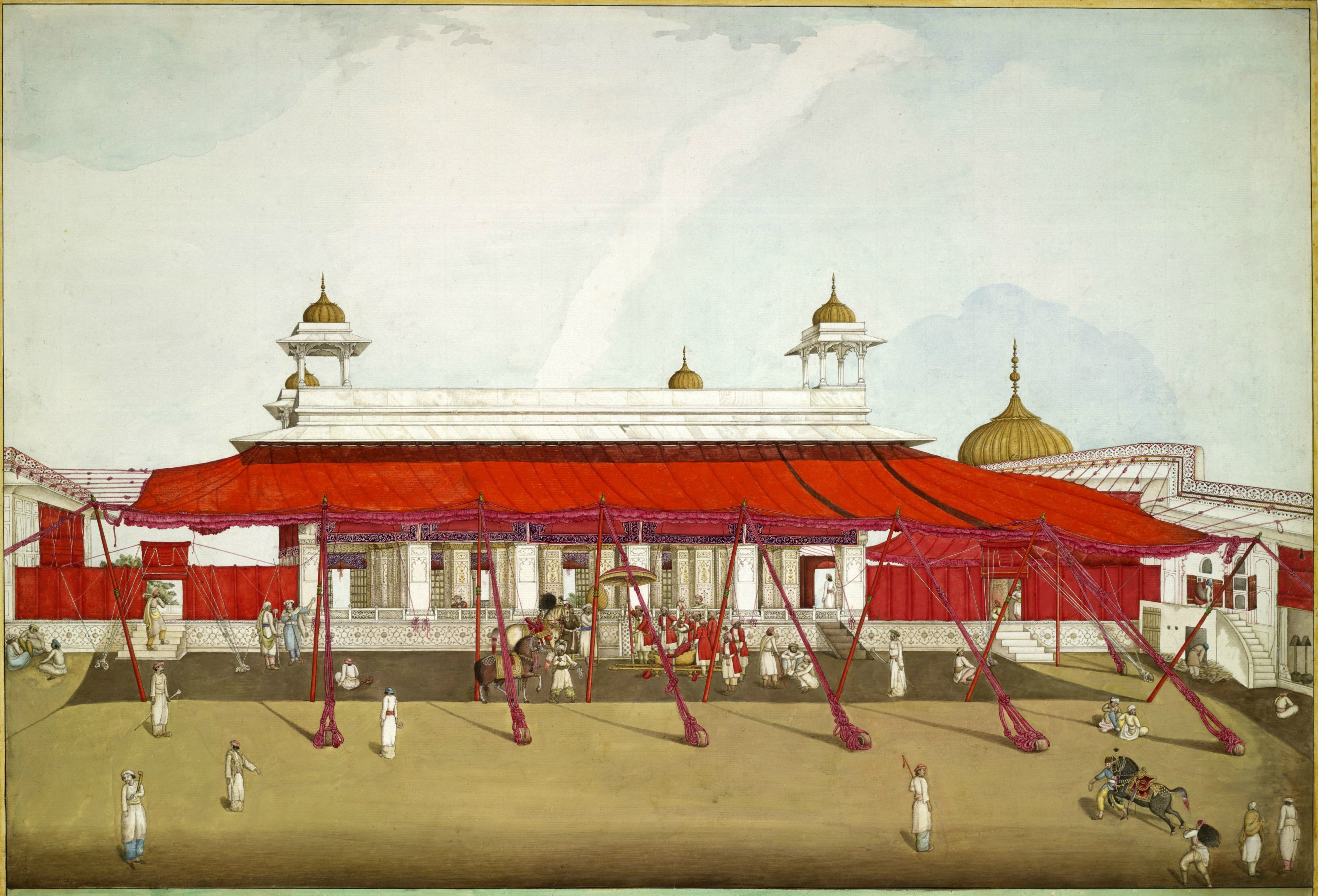

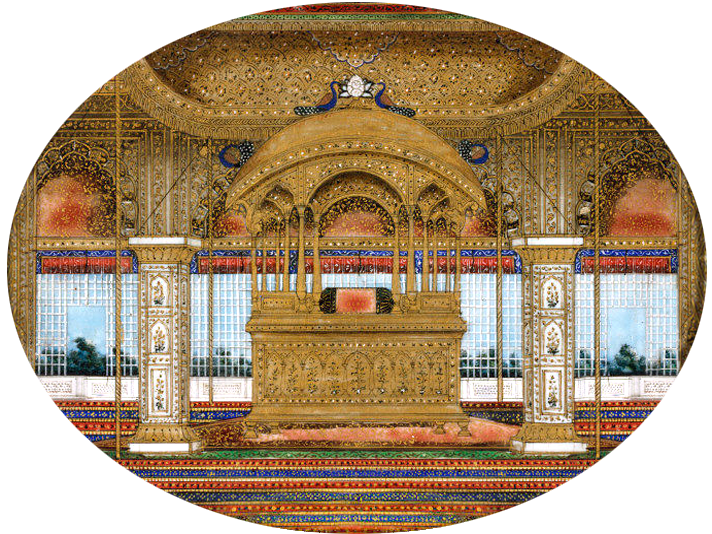
孔雀寶座

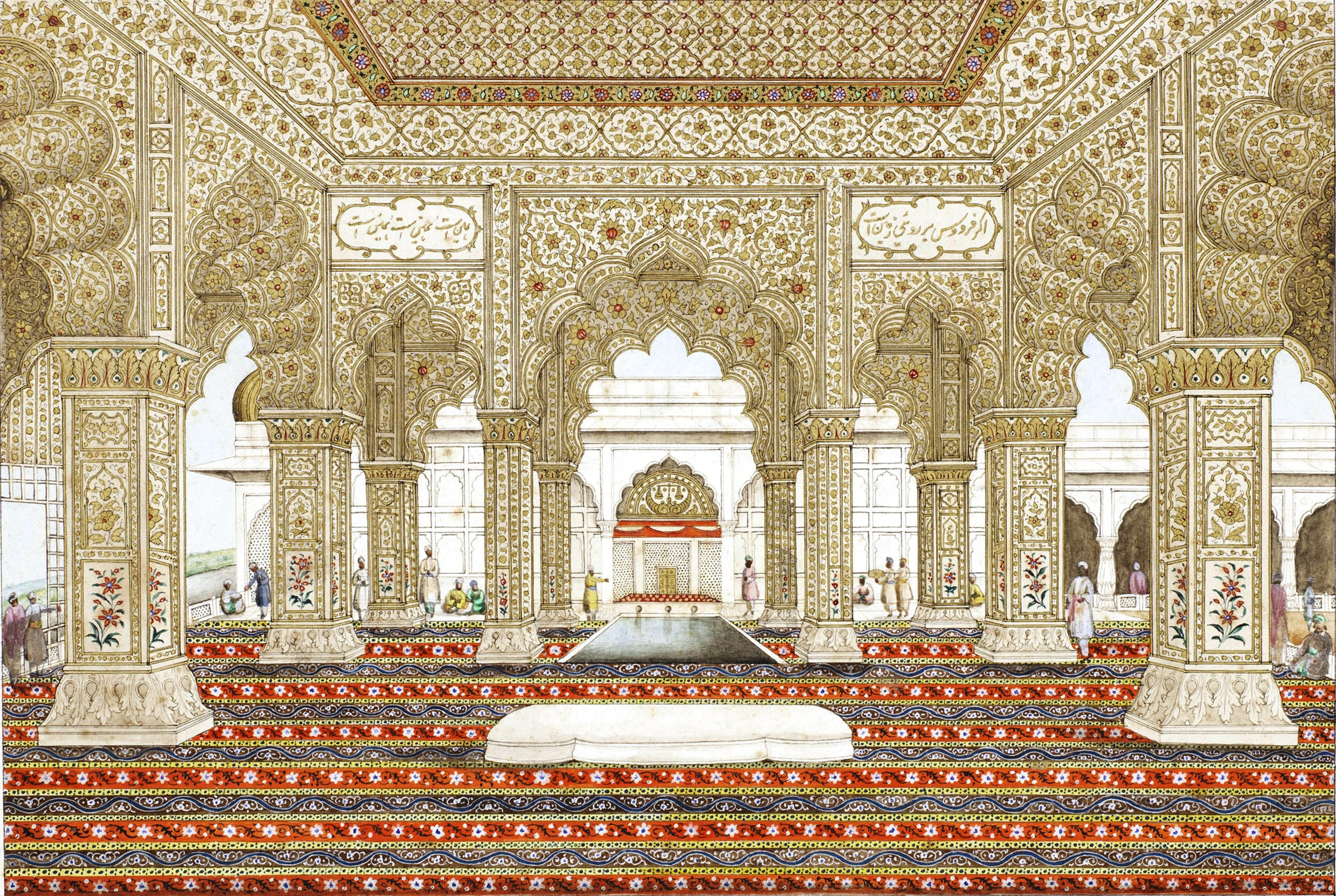

枢密宫（Diwan-i-Khas；波斯语: ديوان خاص）是德里红堡内的一座宫殿，建于1648年，是莫卧儿帝国皇帝沙贾汉接见朝臣和国宾的地方。又名Shah Mahal.。
从觐见宫（Diwan-i-Am）北侧，有一扇门通往宫殿最内层的庭院 Jalau Khana和枢密宫。 西侧原本有两个拱廊，一个供贵族使用，另一个供低级别贵族使用。 不过在1857年印度民族起义之后均被摧毁。

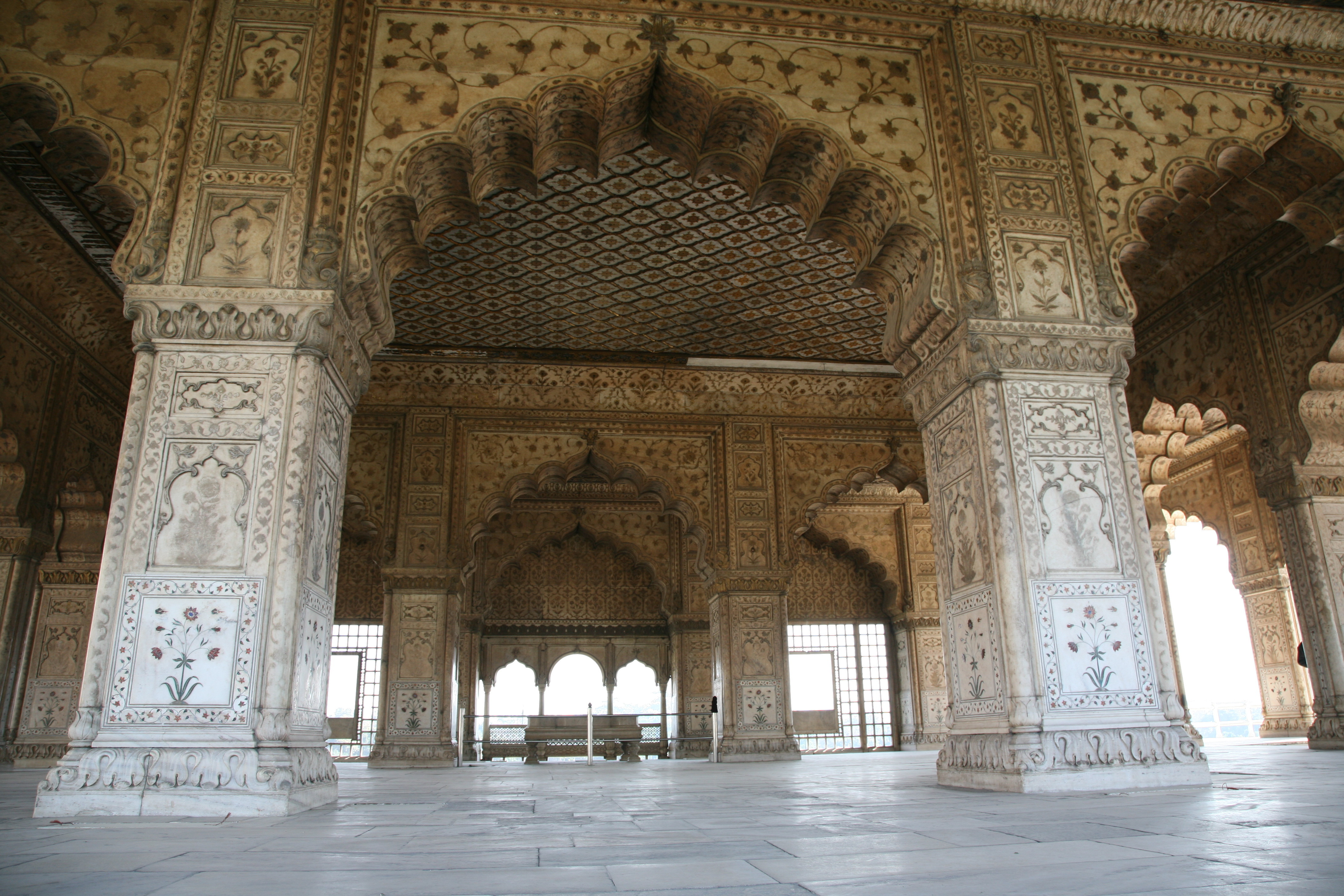
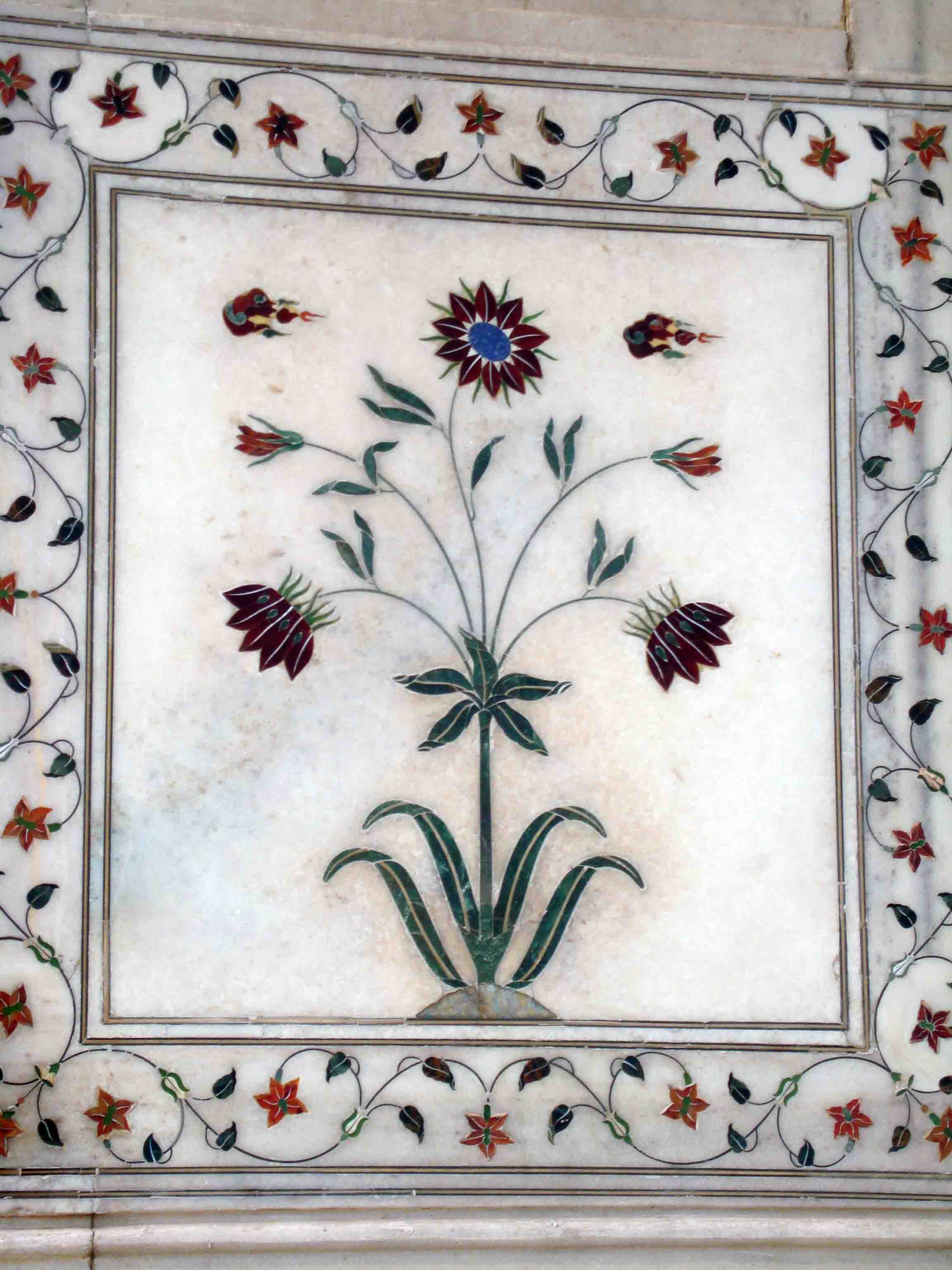
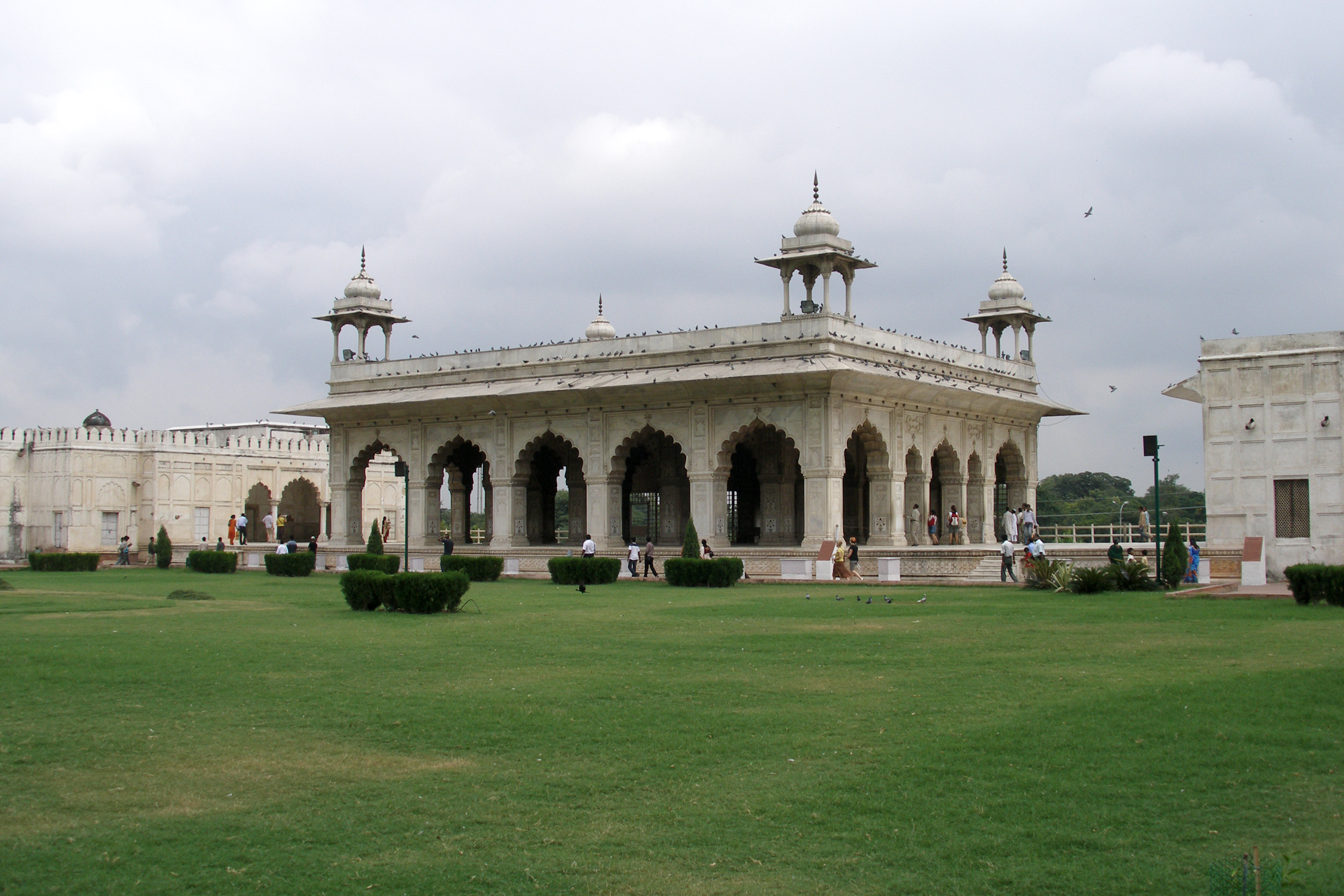
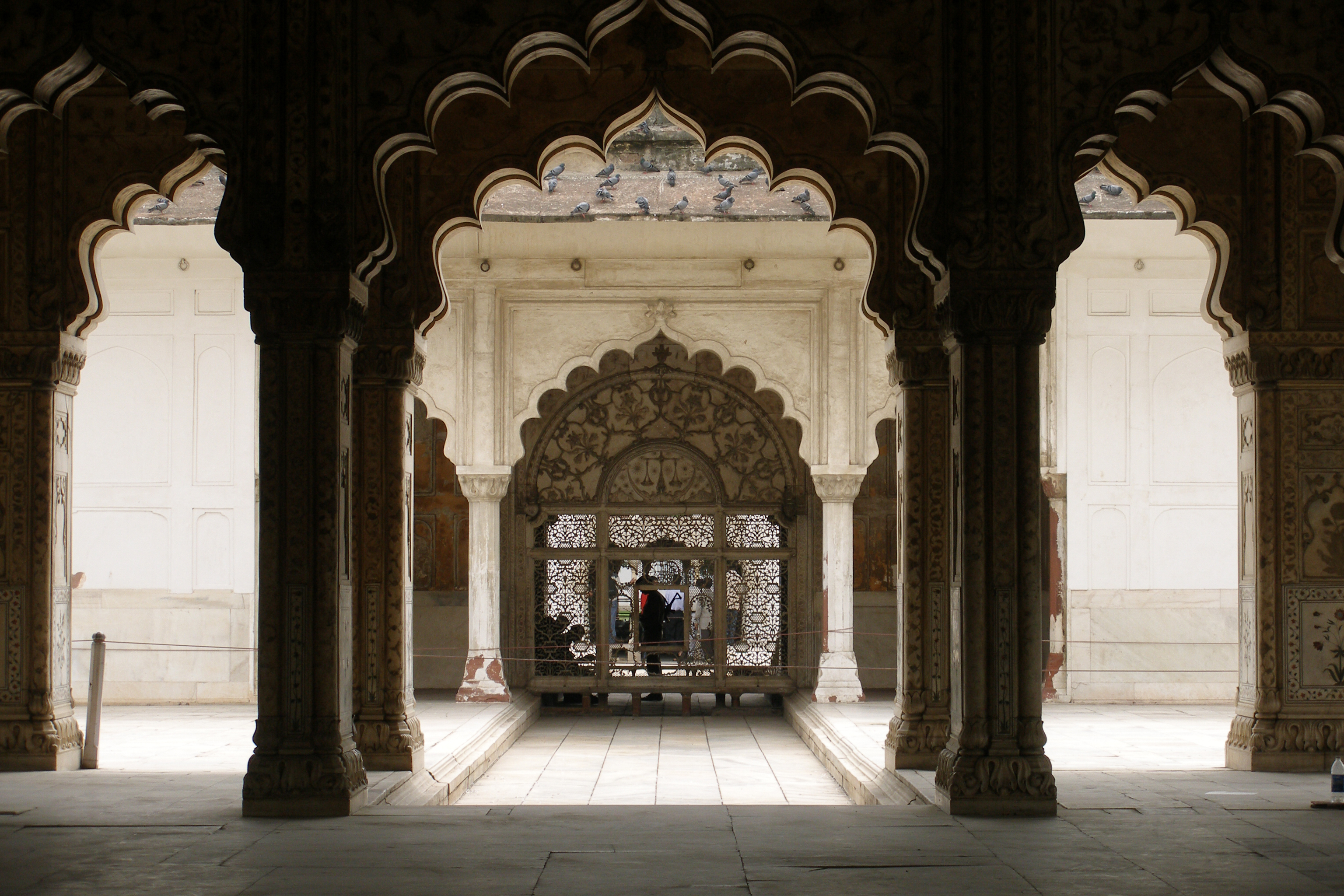

枢密宫实测 90 x 67 英尺。 包括长方形的房间，周围环绕着一系列大理石拱廊。其下部镶嵌着花卉图案，上部镀金。天花板原本镶嵌着银和金，因为帝国连续不断的财政危机而逐渐被剥掉。目前的天花板安装于1911年。纳迪尔沙入侵后，孔雀宝座曾经放在这里，面向东方。
天堂之溪（Nahar-i-Bihisht）流过枢密宫的中心。这座建筑过去有红色的遮阳篷。 在北墙和南墙的角拱上刻着阿米尔·库斯洛的诗句：“如果地球上有一个天堂，就是这里，就是这里，就是这里。” 法国旅行家弗朗索瓦·伯尼尔描述在这里看到孔雀宝座。让-巴蒂斯特·塔弗尼尔描述在觐见宫（Diwan-i-Am）看到了宝座，并描述了五个较小的宝座，其中四个在四个角落，一个在中央。。
1857年印度民族起义之后，宫殿内部被洗劫一空，宝座、地毯等一切物品都不见了，只剩下一个空壳，直至今日。最近已经尝试开始了一些修复工作，并复制了柱子上的镀金图案。